# Варні Паркс
Варні Паркс (англ. Varney Parkes; 4 червня 1859, Райд, Сідней, Новий Південний Уельс, Британська імперія — 14 травня 1935, Глейдсвілл, Сідней, Новий Південний Уельс, Австралія) — австралійський політик й архітектор, неодноразовий член Законодавчих зборів Нового Південного Уельсу в період з 24 вересня 1885 року по 6 листопада 1913 року, автор низки архітектурних будівель на території штату. Син прем'єр-міністра Нового Південного Уельсу та батька-засновника австралійської держави Генрі Паркса.

## Ранні роки
Народився 4 червня 1859 року в Райді, передмісті Сіднея, в родині Генрі Паркса, батька-засновника австралійської держави, та його дружини Кларинди Варні. У 1873—1877 роках навчався в королівському коледжі в Лондоні (це навчання коштувало 1400 фунтів стерлінгів), водночас працював у банку Нового Південного Уельсу.
Після закінчення коледжу вступив на державну службу і у січні 1879 року призначений до бюро колоніальної архітектури. Пропрацювавши там рік, звільнився, ставши партнером зі знаним архітектором Карлом Генріхом Едмундом Блекманом, 31 березня 1883 року їх прийняли в австралійський інститут архітекторів, професійний орган для архітекторів Австралії.

## Парламентська кар'єра
Обраний до парламенту Нового Південного Уельсу на довиборах 24 вересня 1885 року разом зі своїм батьком від його партії вільної торгівлі. У березні 1888 року пішов у відставку і знову повернувся в червні 1891 року. 1895 року оголосив про своє банкрутство і був змушений подати у відставку за чинними тоді правилами, але його переобрали на ту ж посаду того ж року. Представляв партію вільної торгівлі і після смерті свого батька аж до 1900 року, а з 1907 по 6 листопада 1913 року був членом ліберальної партії, після чого залишив парламент.
У роки роботи у парламенті був головою постійного парламентського комітету з громадських робіт. У 1894—1896 роках звинувачував іншого члена парламенту, Роберта Гіксона, у корупції та некомпетентності, через що скликали спеціальну королівську комісію, яка, втім, не знайшла доказів. З серпня 1898 року по вересень 1899 року був поштмейстером у міністерстві Джорджа Ріда. Ще Паркс звинувачував у корупції і сера Артура Гріффіта, якого королівська комісія теж виправдала.

## Кар'єра архітектора та споруди
Перший представлений Парксом проєкт був невдалим — це проєкт нової будівлі парламенту, який відхилили. У співавторстві з Джеймсом Булом 1894 року збудував дві будівлі для банків Австралії: одна у неороманському стилі, а друга — у класичному для федерації. Крім цього у співавторстві з Блекманом побудували: державну школу Екскернвілля (1883), Стенвортську школу в Сіднеї (1884—1886) і заміський будинок Hazeldean (1898—1901). 1894 року переробив частину церкви святого Якова в Сіднеї, побудувавши їй нові шпиль, портик і склеп, при цьому основним завданням при виконанні замовлення було те, щоб слідів ремонту не було видно, тому Паркс використав ту ж стару мідь, що і при будівництві. Крім цього він спроєктував меморіальну арку в місті Вуллонгонг.
Побудований 1893 року для австралійського підприємця Джорджа Адамса готель «Marble bar» вважається дослідниками найвдалішим проєктом Паркса.
Всі ці будівлі внесені до Австралійського списку культурної спадщини.

## Сім'я

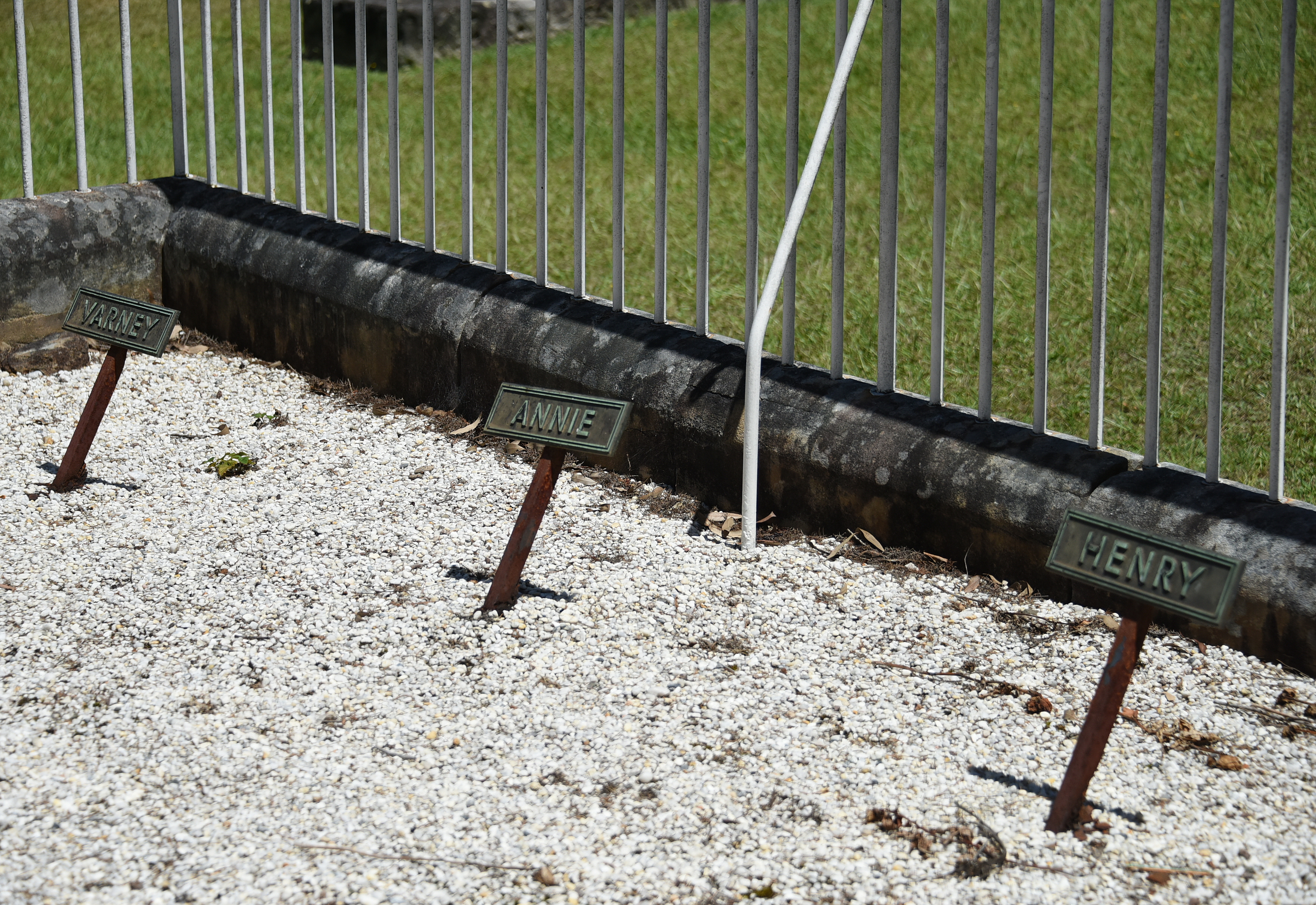
Сімейні могили Парксів на цвинтарі Фолконбридж

Був двічі одружений. Вперше одружився з Мері Мюрей у пресвітеріанській церкві 21 березня 1883 року. Разом пара прожила лише п'ять місяців, після чого Мері померла. Тоді вдруге Паркс одружився 24 грудня 1884 року з сестрою Мері Ізабеллі в місті Ліверпуль. Сім'я часто переїжджала. У цьому шлюбі народилося 5 дітей. Попри це шлюб не можна було назвати вдалим, оскільки Паркс намагався розлучитися з дружиною, звинувачуючи її в подружній невірності у грудні 1902 року. Але на суді наприкінці того ж року вони досягли мирової угоди і залишилися жити разом аж до смерті Варні.

## Останні роки життя та смерть
Останні роки життя провів як пустельник, не займаючись справами і лише зрідка бачачись з сім'єю. Він займався переважно геологією. 14 травня 1935 року помер у своєму будинку в Глейдсвіллі (передмістя Сіднея), залишивши дружину і трьох дітей (дві дитини з п'яти народжених у шлюбі померли ще в дитинстві), які поховали його поряд з батьком і матір'ю у Фолконбриджі у Блакитних горах.

## Галерея

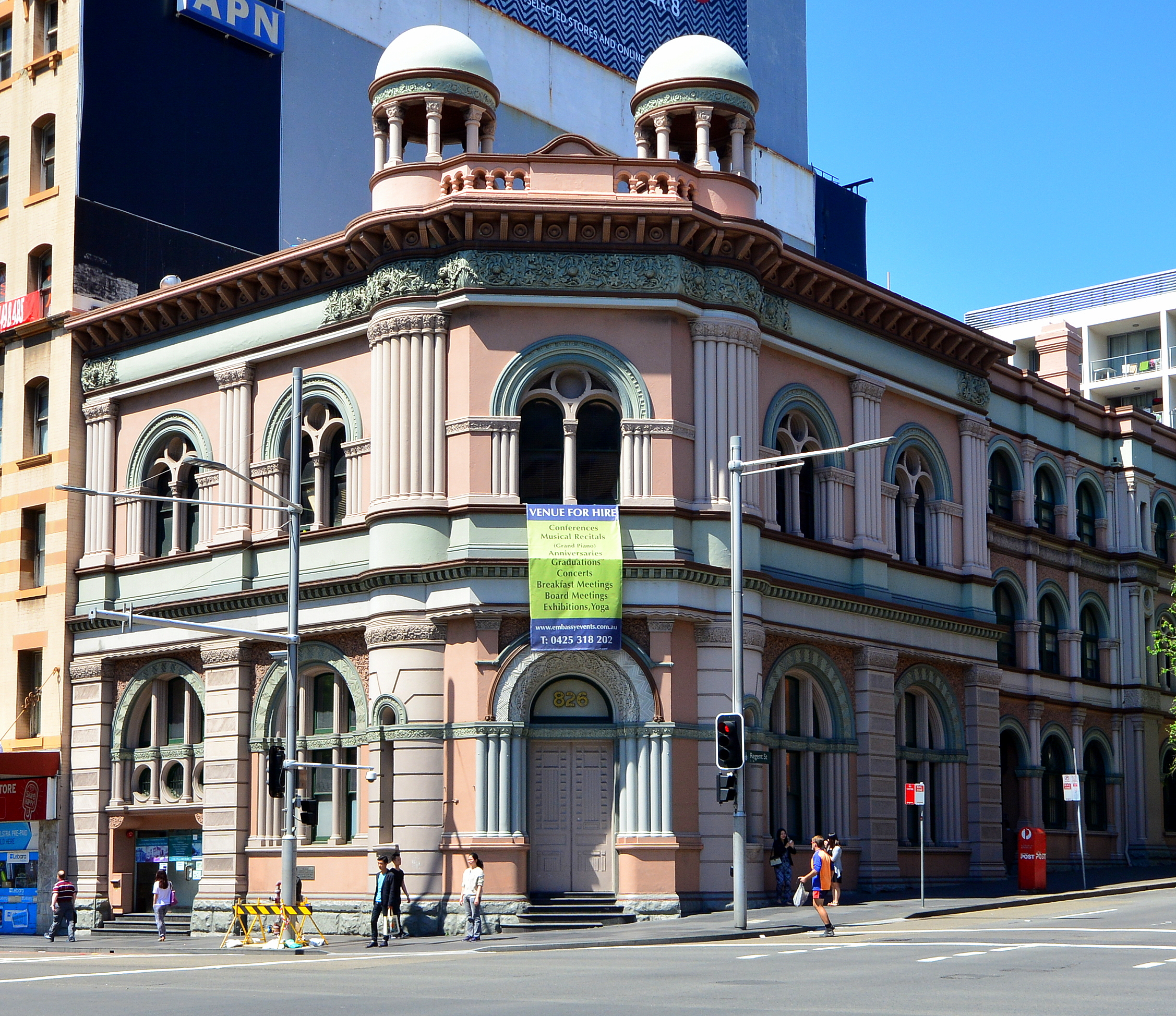
Банк у класичному стилі федерації, Сідней
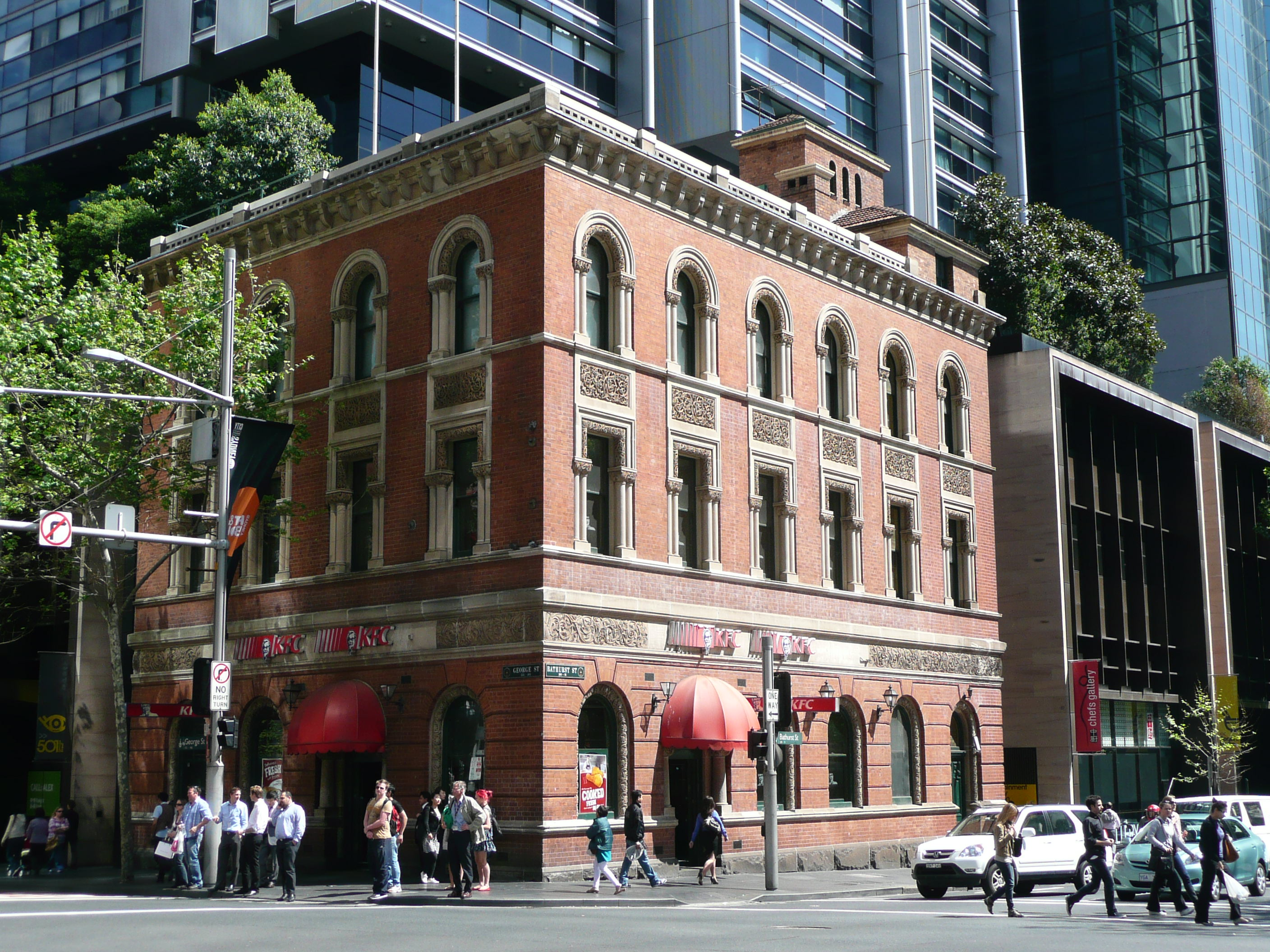
Банк у неороманському стилі, Сідней
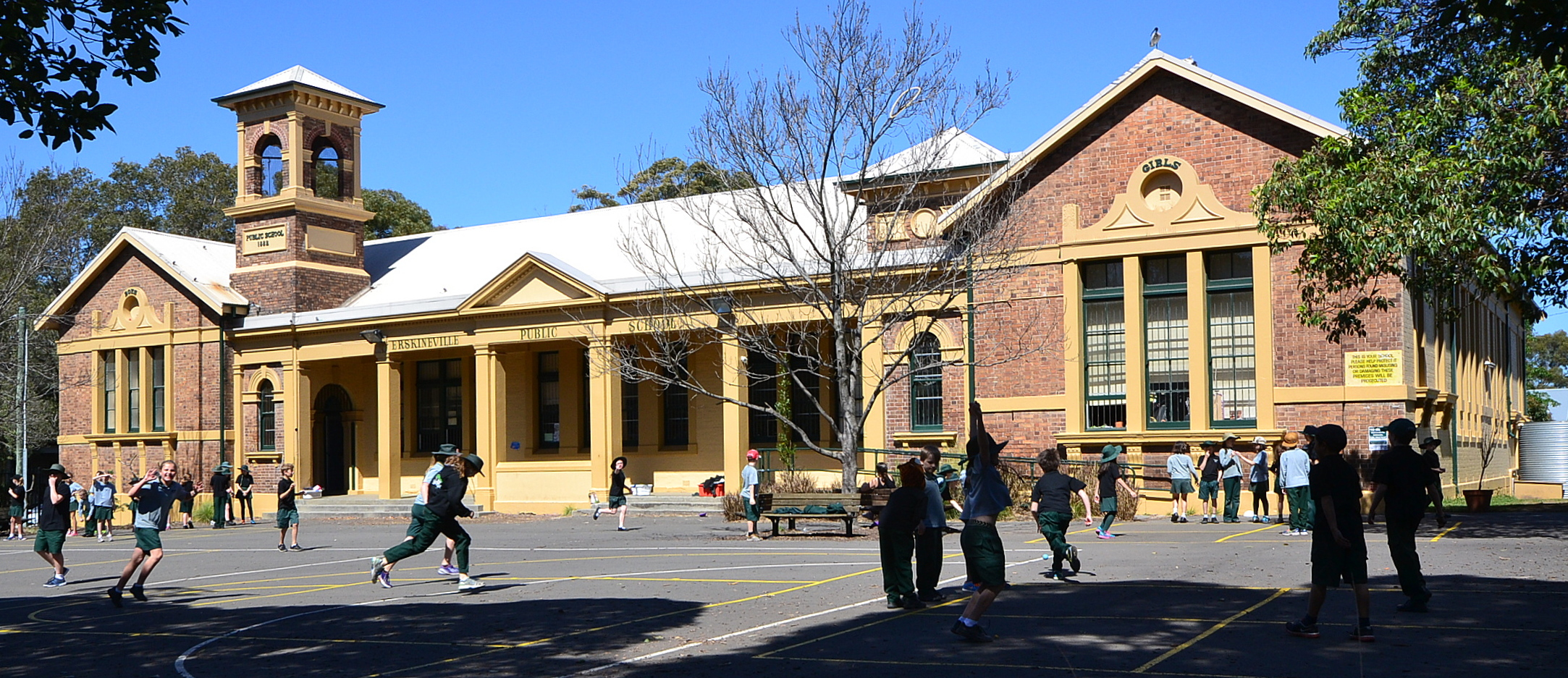
Державна школа Екскернвілля, Сідней
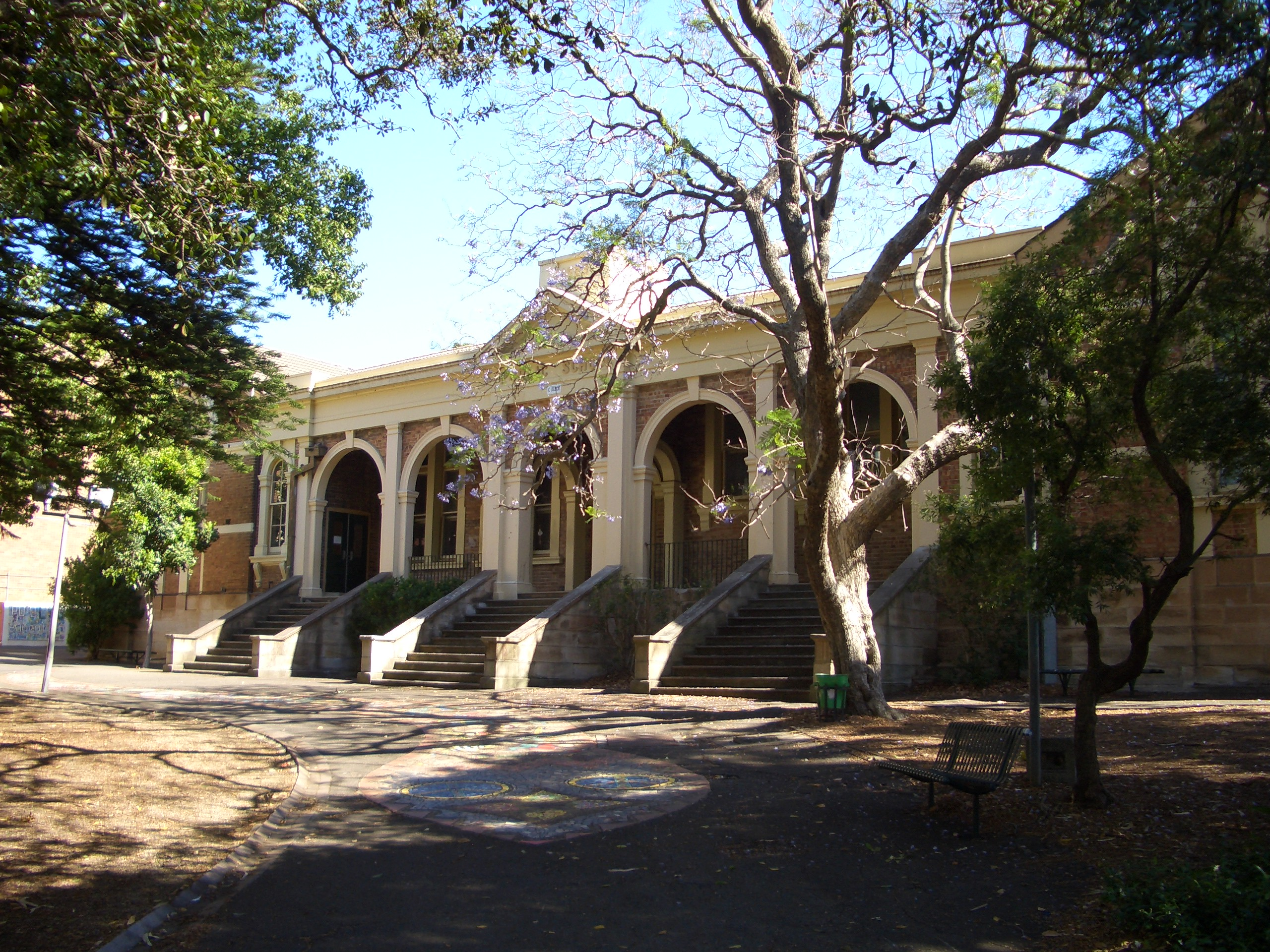
Стенвортська школа, Сідней
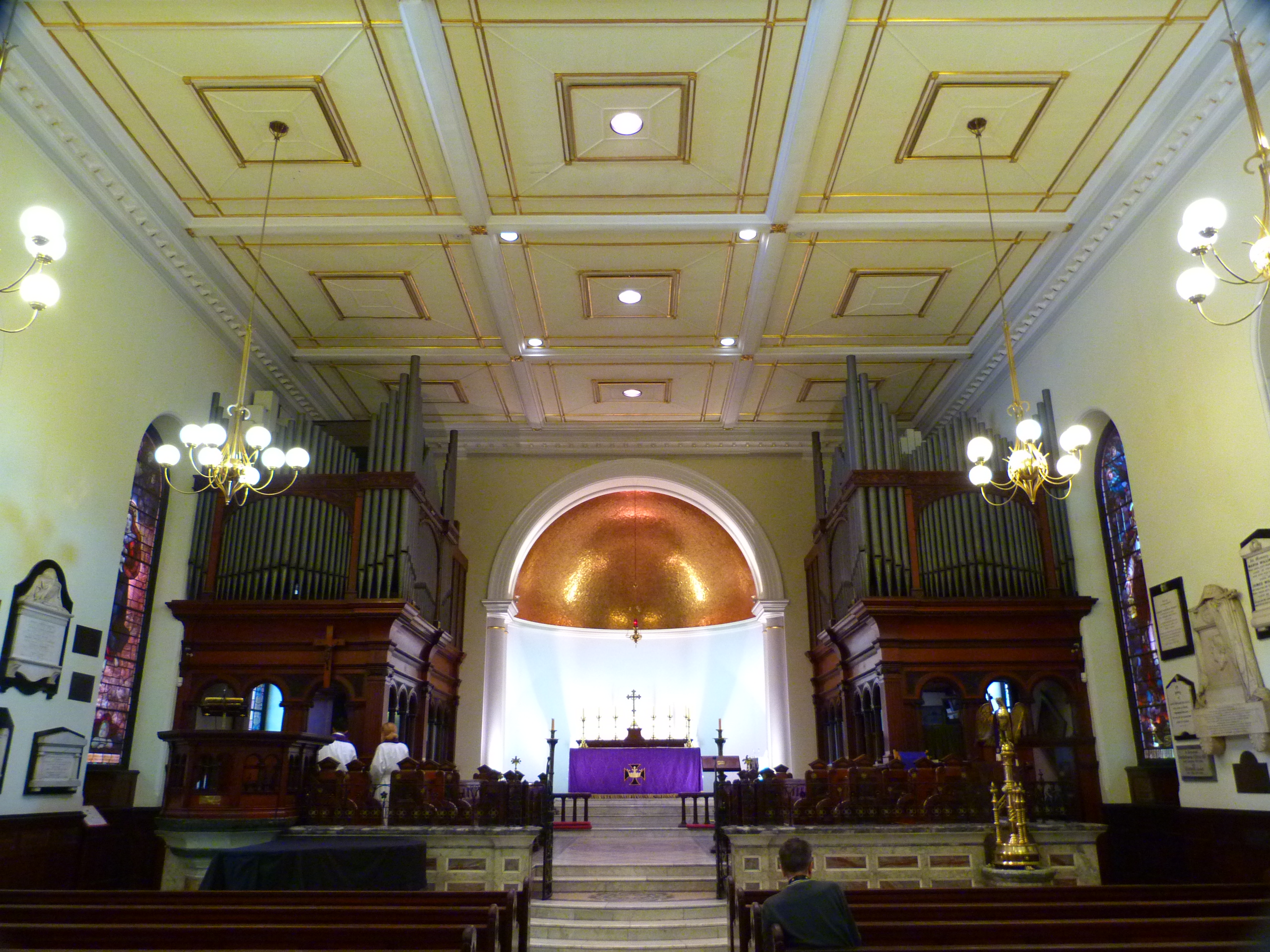
Церква святого Якова, Сідней
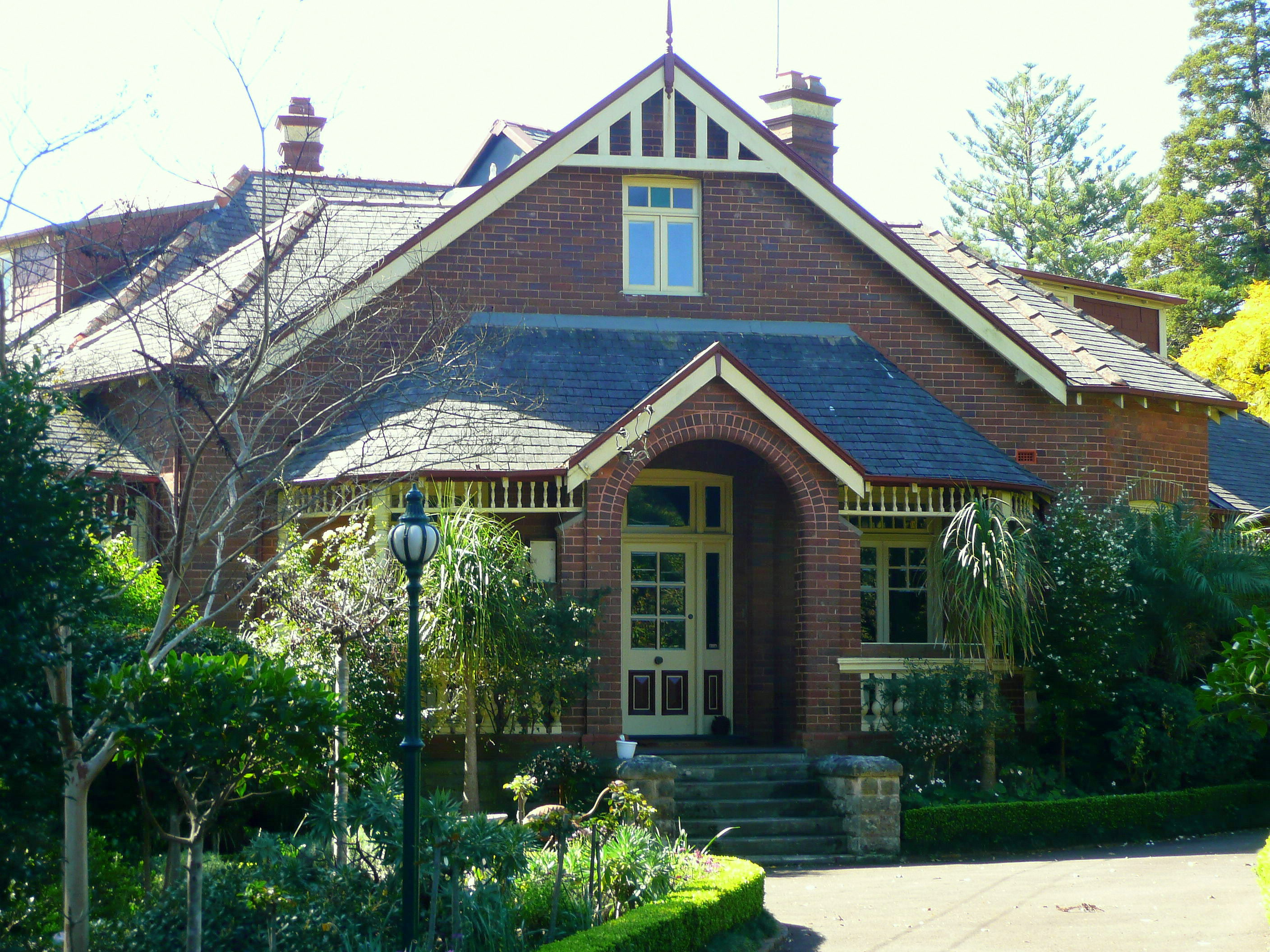
Hazeldean, сіднейське передмістя Вагрунга[en]

## Литература
- Australian Heritage Commission[en]. The Heritage of Australia: The Illustrated Register of the National Estate. — Canberra : Macmillan Publishers, 1981. — 1246 p. — ISBN 0333337506. Архівовано січень 14, 2021 на сайті Wayback Machine.